# موسیقی و ریاضیات

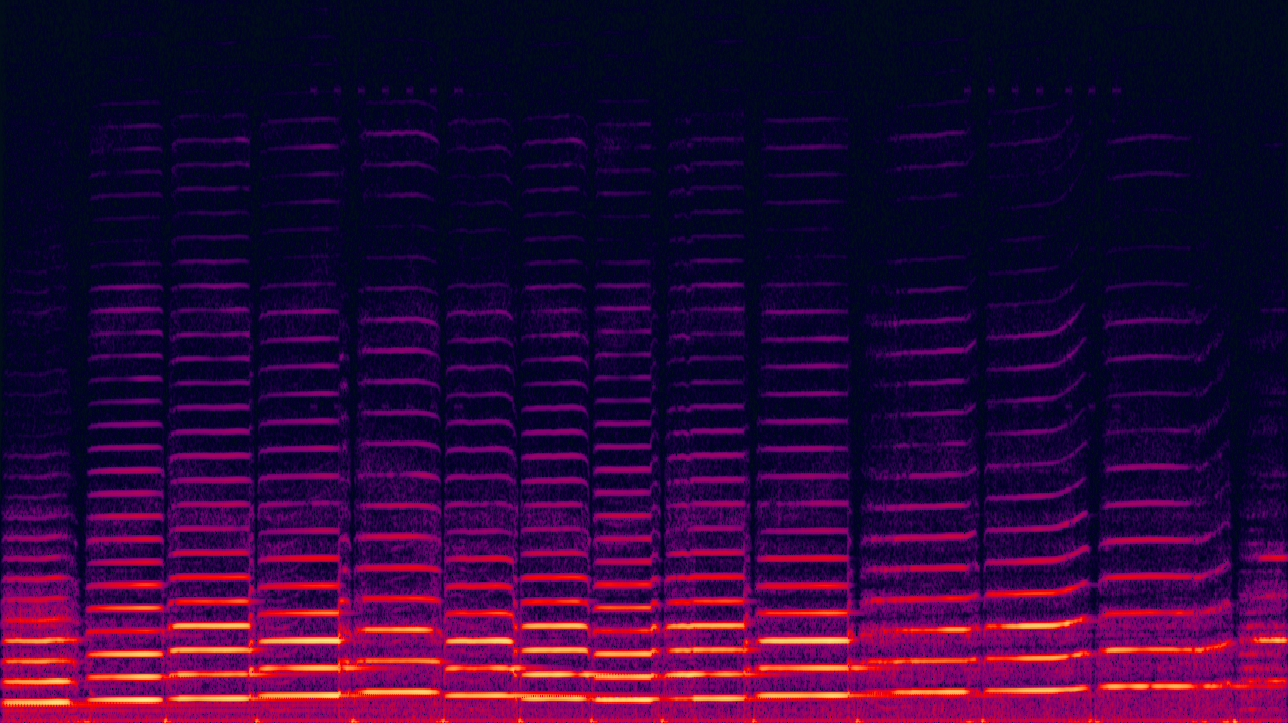
طیف‌نگاره شکل موج ویولن، با فرکانس خطی در محور عمودی و زمان در محور افقی. خطوط روشن نشان می‌دهد که چگونه اجزای طیفی با گذشت زمان تغییر می‌کنند. شدت رنگ آمیزی لگاریتمی است (رنگ مشکی d120 dBFS است).

تئوری موسیقی در ریاضیات مدرن، هیچ پایه بدیهی ندارد، اگرچه اخیراً کارهای جالبی در این راستا انجام شده‌است، اما با این حال می‌توان اساس صدای موسیقی را در آکوستیک به صورت ریاضی توصیف کرد. عناصر موسیقی مانند فرم، ریتم و متر، زمینه‌های نت و تندا آن می‌تواند به اندازه‌گیری زمان و فرکانس مربوط باشد، و قیاس‌های آماده را در هندسه ارائه می‌دهد.
تلاش برای ساخت و برقراری ارتباط روش های جدید آهنگسازی و شنیدن موسیقی منجر به کاربردهای نظریه مجموعه‌ها، جبر مجرد و نظریه اعداد شده‌است. برخی از آهنگسازان نسبت طلایی و اعداد فیبوناچی را در کارهای خود گنجانده‌اند.

## ریاضیدان نوازنده
- آلبرت اینشتین
- آرت گارفانکل (سایمون و گارفانکل)
- برایان می (کوئین)
- جانی باکلند (کلدپلی)
- منجول بهارگاوا
- فیلیپ گلس
- تام لهرر
- ویلیام هرشل